# Hanggaigebi
Hanggaigebi (kinesiska: 杭盖戈壁, 杭盖戈壁苏木) är en socken i Kina. Den ligger i den autonoma regionen Inre Mongoliet, i den norra delen av landet, omkring 350 kilometer väster om regionhuvudstaden Hohhot.
Genomsnittlig årsnederbörd är 277 millimeter. Den regnigaste månaden är juni, med i genomsnitt 83 mm nederbörd, och den torraste är januari, med 1 mm nederbörd.